# ولسوالی اوبه
وُلُسوالی اوبه یکی از ولسوالی‌های سرسبز و زراعتی ولایت هرات است. ولسوالی اوبه در ۱۰۰ کیلومتری شهر هرات موقعیت دارد.
در ولسوالی اوبه چشمهٔ آب گرم و تفریحگاه‌های دیگری وجود دارد. در بهار بسیاری از مردم هرات برای تفریح و دیدن مناظر طبیعی به ولسوالی اوبه می‌روند. اوبه انگور بسیار خوبی دارد. ولسوالی اوبه یکی از پانزده ولسوالی هرات می‌باشد. تخمین جمعیت این ولسوالی  ۶۴،۳۰۰ بوده است.